# مارسیا بارون
مارسیا بارون (متولد ۱۹۵۵) فیلسوف آمریکایی و استاد فلسفهٔ دانشگاه ایندیانا بلومینگتون است. پژوهش‌های او عمدتاً در حوزهٔ فلسفهٔ اخلاق، روان‌شناسی اخلاق و مسائل فلسفی در قانون جزاست.